# Monopis meliorella
Monopis meliorella är en fjärilsart som beskrevs av Walker 1863. Monopis meliorella ingår i släktet Monopis och familjen äkta malar. Inga underarter finns listade i Catalogue of Life.